# Hartmut Derendorf
Hartmut Derendorf (* 6. August 1953 in Dortmund; † 23. November 2020 in Gainesville) war ein deutsch-US-amerikanischer Pharmazeut und klinischer Pharmakologe. Er war Professor für Pharmazie an der University of Florida.

## Leben
Hartmut Derendorf studierte an der Westfälischen Wilhelms-Universität Münster Pharmazie und promovierte dort auch. Als Postdoc ging er in die Vereinigten Staaten an die University of Florida, wo er 1983 Professor wurde. Im Jahr 2018 wurde er emeritiert.
Derendorf war von 2006 bis 2008 Präsident des American College of Clinical Pharmacology. Er war außerdem Mitglied der American Association of Pharmaceutical Sciences und wurde 2010 mit dem Volwiler-Preis der American Association of Colleges of Pharmacy ausgezeichnet.
Derendorf veröffentlichte über 470 wissenschaftliche Publikationen und mehrere Lehrbücher auf Deutsch und Englisch. Außerdem war er Mitherausgeber vom Journal of Clinical Pharmacology, dem International Journal of Clinical Pharmacology and Therapeutics, dem International Journal of Antimicrobial Agents und von Die Pharmazie. Sein Forschungsschwerpunkt lag im Bereich der Pharmakokinetik und Pharmakodynamik von Corticosteroiden, Analgetika und Antibiotika und den Wechselwirkungen von Arzneimitteln.

## Publikationen
- Hartmut Derendorf, Michael Schmidt: Arzneimittelkunde. 6. Auflage. Deutscher Apotheker Verlag, Stuttgart 1997, ISBN 978-3-7692-2200-5.
- Hartmut Derendorf, Thomas Gramatté, Hans Günter Schäfer: Pharmakokinetik: Einführung in die Theorie und Relevanz für die Arzneimitteltherapie. 2. Auflage. Wissenschaftliche Verlagsgesellschaft, Stuttgart 2002, ISBN 978-3-8047-1907-1.